# Saidiya Hartman
Saidiya Hartman (ur. 1960/1961) – amerykańska pisarka i naukowczyni zajmująca się studiami afroamerykańskimi.

## Wczesne życie
Hartman urodziła się w latach 1960/1961 i dorastała na Brooklynie. Zdobyła tytuł Bachelor of Arts na Wesleyan University i tytuł doktora nauk humanistycznych na Uniwersytecie Yale.

## Kariera
Hartman pracowała na Uniwersytecie Kalifornijskim w Berkeley od 1992 do 2006, gdzie była częścią Wydziału Anglistyki i Afroamerykanów. W 2007 Hartman dołączyła do wydziału Uniwersytetu Columbia, specjalizującego się w literaturze i historii afroamerykańskiej. W 2020 roku została awansowana na profesora uniwersytetu Columbia.
Hartman była stypendystką Fulbrighta, Rockefellera, Whitneya Oatesa i Uniwersytetu Kalifornijskiego i w 2007 roku otrzymała nagrodę Narrative Prize przyznawaną przez Narrative Magazine oraz nagrodę Gustava Myersa na rzecz Praw Człowieka. Hartman zdobyła MacArthur Fellowship w 2019 roku.

## Pola zainteresowań
Główne obszary zainteresowań Hartman to literatura afroamerykańska i amerykańska oraz historia kultury, niewolnictwo, prawo i literatura, gender studies i performance studies. Jest w redakcji czasopisma Callaloo.
Jest autorką wpływowych Scenes of Subjection: Terror, Slavery, and Self-making in Nineteenth Century America (Oxford University Press, 1997), Lose Your Mother: A Journey Along the Atlantic Slave Route (Farrar, Straus and Giroux, 2007) i Wayward Lives, Beautiful Experiments: Intimate Histories of Social Upheaval (W. W. Norton, 2019). „Eseje Hartmana były szeroko publikowane i antologizowane”.

## Koncepcje teoretyczne
Hartman wprowadza ideę „krytycznej fabulacji” w swoim artykule „Wenus w dwóch aktach”, chociaż można powiedzieć, że jest zaangażowana w praktykę w obu swoich pełnometrażowych książkach, Scenes of Subjection and Lose Your Mother. Termin „fabulacja krytyczna” oznacza metodologię pisania, która łączy badania historyczne i archiwalne z teorią krytyczną i fikcyjną narracją. Krytyczna fabulacja jest narzędziem, którego Hartman używa w swojej naukowej praktyce, aby w produktywny sposób zrozumieć luki i ciszę w archiwum niewolnictwa transatlantyckiego, w których brakuje głosów zniewolonych kobiet. Hartman pisze: „Myślę o mojej pracy jako o pomostach między teorią a narracją. Jestem bardzo zaangażowana w wielopiętrową artykulację idei, ale praca z koncepcjami jako elementami składowymi pozwala mi myśleć o sytuacji i charakterze, a także o moich własnych kluczowych terminach”.
Hartman teoretyzuje również „życie pozagrobowe niewolnictwa” w Lose Your Mother: A Journey Along the Atlantic Slave Route. „Życie pozagrobowe niewolnictwa” można scharakteryzować trwałą obecnością rasowej przemocy niewolnictwa, która wciąż jest obecna we współczesnym społeczeństwie. Hartman przedstawia w zarysie piętno niewolnictwa na wszystkich sektorach społeczeństwa, czego dowodem są archiwa historyczne, które mogą istnieć lub nie. Dlatego archiwum żyje dzięki społecznej strukturze społeczeństwa i jego obywateli. Hartman opisuje ten proces szczegółowo w Lose Your Mother: „Chciałam zaangażować się w przeszłość, wiedząc, że jej niebezpieczeństwa i niebezpieczeństwa wciąż są zagrożone i że nawet teraz życie wisi na włosku. Niewolnictwo ustanowiło miarę człowieka oraz ranking życia i wartości, które jeszcze nie zostały cofnięte. Jeśli niewolnictwo będzie się utrzymywać jako problem w życiu politycznym czarnej Ameryki, to nie z powodu antykwarycznej obsesji minionych dni lub ciężaru zbyt długiej pamięci, ale dlatego, że życie czarnych jest nadal zagrożone i dewaluowane przez rachunek rasowy i arytmetykę polityczną, które zostały zakorzenione wieki temu. To jest życie pozagrobowe niewolnictwa - wypaczone szanse życiowe, ograniczony dostęp do zdrowia i edukacji, przedwczesna śmierć, uwięzienie i zubożenie. Ja również jestem życiem pozagrobowym niewolnictwa.”. Hartman była w Afryce, aby dowiedzieć się więcej o niewolnictwie i wróciła, wiedząc więcej o sobie. 
Hartman dalej rozwija życie pozagrobowe niewolnictwa poprzez sposoby, w jakie fotograficzne uchwycenie i zamknięcie przenika do przestrzeni domowych. Hartman obnaża granice takiego uchwycenia, opisując korytarz jako przestrzeń regulującą, ale intymną. Pisze: „Jest wewnątrz, ale publicznie… Korytarz to przestrzeń niespokojna oczekiwaniami i napięta siłą niezaspokojonego pragnienia. Jest to strefa liminalna pomiędzy wnętrzem a zewnętrzem dla tego, kto przebywa w getcie; reformator dokumentujący siedlisko ubogich przechodzi przez nie, nie zauważając tego, nie dostrzegając tego, co można stworzyć w ciasnej przestrzeni, jeśli nie uwertury, profanacji, czy też nie zwraca uwagi na nasze piękne wady i straszne ozdoby ”.

## Wkład w zrozumienie niewolnictwa
Hartman wniosła literacki i teoretyczny wkład w zrozumienie niewolnictwa. Jej pierwsza książka, Scenes of Subjection: Terror, Slavery, and Self-Making in Nineteenth-Century America, jest badaniem, między innymi, przecięcia niewolnictwa, płci i rozwoju progresywizmu w Stanach Zjednoczonych poprzez eksplorację pustych genealogii, pamięci i długotrwałych skutków rasizmu. Analizując różnorodne materiały kulturowe - dzienniki, czasopisma, teksty prawne, niewolnicze i inne narracje oraz historyczną pieśń i taniec - Hartman bada niepewną instytucję władzy niewolniczej. Jej druga książka, Stracić matkę: podróż wzdłuż atlantyckiego szlaku niewolników (2007), jest konfrontacją z problematycznymi związkami między pamięcią, narracjami i reprezentacjami. Koncentruje się na „nie-historii” niewolnika, sposobie, w jaki niewolnictwo „wymazało jakąkolwiek konwencjonalną modalność pisania zrozumiałej przeszłości”. Wplatając własną biografię w konstrukcję historyczną, [także] bada i przywołuje nie-przestrzenie czarnego doświadczenia - doświadczenia, w wyniku którego jeńca afrykańskiego stał się niewolnikiem, stał się nie-człowiekiem, wyalienował się z osobowości. ] Przez te doświadczenia narodził się tytuł: „Z powodu handlu niewolnikami tracisz matkę, jeśli znasz swoją historię, wiesz, skąd pochodzisz. Utrata matki oznaczała odmowę rodziny, kraju i tożsamości. Stracić matkę to zapomnieć o przeszłości ”. 
Wkład Hartman w zrozumienie niewolnictwa zwrócił uwagę Franka B. Wildersona III z UC Irvine, dobrze znanego z tworzenia podwalin i ukuwania frazy „afro-pesymizm”. Krytyka ta bada niezachwianą paradygmatyczną analizę struktur nowoczesności wytworzonych przez niewolnictwo i ludobójstwo. Chociaż uważa jej Sceny podporządkowania za stypendium afro-pesymistyczne, sama Hartman nie nazwała tego tak.

## Wkład w archiwizację historyczną
Hartman przyczyniła się do wglądu w formy i funkcje archiwum historycznego, dostarczając zarówno ukierunkowanej krytyki, jak i przewodników metodologicznych, podejść do archiwum w pracy naukowej. W Scenes of Subjection i Lose Your Mothe Hartman uzyskuje dostęp do archiwum historycznego i poddaje go krytycznym badaniom. W tym drugim przypadku wiele z tego odbywa się poprzez połączone ponowne odczytanie historycznych narracji o niewolnictwie i połączenie tych narracji z fizycznym położeniem Ghany. Hartman, która większość swojego przesłuchania w archiwum niewolnictwa skupia się na zamku Elmina, wstawia swój własny głos jako jeden ze sposobów przeciwdziałania ciszy otaczającej zapomnianych niewolników. 
Trudność tego procesu wykopalisk ujawnia się częściowo w utrzymującym się napięciu między zainteresowaniem Hartman niewolnictwem a odrzuceniem tego zainteresowania ze strony Ghańczyków, którzy są przedstawiani w tekście jako ostracyzujący Hartman. Ponadto, chociaż czerpie z „dzienników i dokumentów plantacji, relacji z gazet, traktatów misyjnych, artykułów o podróżach… raportów rządowych itd.” Hartman przyznaje, że „dokumenty te„ nie są wolne od barbarzyństwa ”. Zapewne cała praca Hartmana kieruje się „niemożliwością pełnego odzyskania doświadczenia zniewolonych i wyzwolonych” z tych pisemnych relacji, a ona czyta je „pod prąd”, wiedząc, że korzystając z tych „oficjalnych” zapisów, narażona jest na „ryzyko wzmocnienia autorytetu tych dokumentów, nawet jeśli stara się ich używać do przeciwnych celów”. 
Hartman wprowadza koncepcję narracyjnej powściągliwości w swoim artykule „Wenus w dwóch aktach”, aby opóźnić archiwalny impuls do ciągłego rejestrowania się jako „wyrok śmierci, grobowiec, pokaz krzywdzonego ciała”. W tym artykule wraca do Odzyskiwania niewolników na eksplorację, która rozpoczęła się w Lose Your Mother. Nie mogąc napisać o dziewczynie imieniem Wenus z powodu jej krótkiego pojawienia się w archiwum, próby Hartman wskrzeszenia możliwych narracji dla niej ostatecznie zakończyły się niepowodzeniem. Wyjaśnia: „Ale w końcu zostałam zmuszona przyznać, że chciałam się pocieszyć i uciec z niewoli z wizją czegoś innego niż ciała dwóch dziewczyn osiadających na dnie Atlantyku”. Hartman ostatecznie powstrzymuje swoje pragnienie wyobrażenia odtworzenia ostatnich dni Wenus, jej fragmenty w Lose Your Mother tylko krótko wspominają o losie Wenus. Jej włączenie do „Wenus” narracji pominiętych w Lose Your Mother, z zastrzeżeniem, że narracje te wykraczają poza granice archiwum, prowadzi do koncepcji powściągliwości narracyjnej, „odmowy wypełnienia luk i zamknięcia”. Podczas gdy ona odkopuje archiwum historyczne, próbując zrozumieć możliwości podmiotowości czarnego niewolnika (in Scenes of Subjection), możliwości afrykańskiej społeczności diasporycznej (w Lose Your Mother), pytanie, które zadała w swoim artykule „Wenus w dwóch aktach” "służy jako naczelna zasada i lekcja na temat metody archiwalnej:" Jeśli nie wystarczy już ujawnić skandalu, to jak można wygenerować inny zestaw opisów z tego archiwum? "

## Ziemie obiecane
Czarni ludzie w diasporze, nie znając przeszłości, próbują wyobrazić sobie przeszłość, która w niczym nie przypomina trudnej teraźniejszości zaplątanej w morderstwo, upokorzenie i uwięzienie. Takie wyobrażenia obejmują przedkolonialną erę królów i królowych. Rastafarianie wyobrażają sobie coś w rodzaju repliki takiej przeszłości w przyszłości z wezwaniami do upadku Babilonu i powrotu do Ziemi Obiecanej. Hartman wyjaśnia: „Spadkobiercy niewolników chcieli przeszłości, z której mogliby być dumni, więc wygodnie zapomnieli o różnicach między władcami a rządzonymi i zamknęli oczy na niewolę w Afryce. Udawali, że ich przodkowie nosili kiedyś szaty królewskie i przyjęli wielką cywilizację Asante jako swoją własną.”. To, w połączeniu z tęsknotą za przynależnością możliwą do osiągnięcia jedynie poprzez ucieczkę przed brutalnością rasizmu Zachodu i powrót do Afryki jako ojczyzny, doprowadziło do niedowierzania i szoku w spotkaniu z Ghańczykami, którzy faworyzowali migrację do USA, aby uniknąć zubożenia teraźniejszości. Hartman zauważa: „Afroamerykanie mieli fantazje o powrocie i Ghanie o wyjeździe. Z miejsca, w którym wszyscy staliśmy, nie widzieliśmy tej samej przeszłości ani nie mieliśmy wspólnej wizji Ziemi Obiecanej.”. Do Ghańczyków: Ziemia obiecana to Ameryka, obrazy szeroko rozpowszechniane w filmach, teledyskach i nie tylko, opowiadają jedną historię o bogactwie i dobrobycie nawet dla Czarnych Amerykanów.

## Wayward Lives, Beautiful Experiments
Praca Hartman Wayward Lives, Beautiful Experiments: Intimate Histories of Riotous Black Girls, Troublesome Women, and Queer Radicals (2019) bada życie różnych czarnych kobiet w Harlemie i Filadelfii w latach dziewięćdziesiątych XIX wieku. Hartman opisuje granice życia i kobiecości Czarnych poprzez relacje międzyrasowe i wewnątrzrasowe oraz bada, w jaki sposób seksualność czarnych kobiet była nadzorowana i konstruowana w ramach ideologii przestępczości na przełomie XIX i XX wieku. Te „dewiacyjne” zachowania są określane jako „krnąbrne” i ilustrują, w jaki sposób czarne kobiety poruszają się po społeczeństwie pod nadzorem, przemocą i częściowym lub warunkowym obywatelstwem. Życie społeczne czarnoskórych kobiet pod nadzorem powoduje, że te krnąbrne ruchy są określane jako „nielegalne”. Ruchy te służą jako akt oporu nie tylko przeciwko państwu, ale także badaniu życia Czarnych pod przykrywką badaczy polityki, socjologów i reformatorów, których celem jest poprawa Czarnych kobiet w Nowym Jorku i Filadelfii. Hartman pyta, jak wyobrazić sobie czarnoskórą kobiecość poza archiwum i „socjologiczną wyobraźnią, która mogłaby ją tylko rozpoznać jako problem”, przywołując słynne pytanie DuBois w The Souls of Black Folk: „Jak to jest być problemem?”. Wayward Lives, Beautiful Experiments: Intimate Histories of Social Upheaval krytykuje patologizację życia czarnych kobiet poprzez tworzenie społecznej przestrzeni wolności i „krnąbrności” jako aktów tworzenia świata i możliwości.
Wayward Lives, Beautiful Experiments opowiada, w jaki sposób państwo funkcjonowało jako siła kryminalizująca poprzez prawa i przepisy, które odtwarzały logikę niewolnictwa i patriarchatu (np. zlecenie wykonania na odzieży męskiej). Liczby, w tym Gladys Bentley, lesbijska performerka, regularnie podważają i kwestionują pisemne i niepisane prawa mające na celu kryminalizację seksualnej i płciowej ekspresji. W 1952 roku Bentley opublikował artykuł [26] w Ebony Magazine, w którym szczegółowo opisał jej powrót do kobiecości i małżeństwa z mężczyzną, częściowo po to, by kontynuować karierę jako aktorka i jako wynik zmagań, które przeszła jako zewnętrzna lesbijka. Życie poza granicami heteroseksualności i to, co uchodziło za kobietę, jeśli nie bezpośrednio uznawane za przestępstwo przez państwo, nadal było uważane za dewiacyjne i karalne poza ograniczonymi przestrzeniami stworzonymi przez i dla queerowych ludzi.
Hartman pisze także o drobnych żywotach, które łatwo odchodzą w archiwum w zapomnienie. Ukryte jako niewygodne fakty, są przyćmione przez duże postacie; biali i sławni mężczyźni. Fotografia 308 w kolekcji fotografii Thomasa Eakinsa przedstawia nagą Afroamerykankę udającą Wenus. Hartman rozważa anonimowość dziewczyny, która staje się „miejscem zastępczym dla wszystkich możliwości i niebezpieczeństw czekających młode czarne kobiety w pierwszych dekadach XX wieku. Odmawiając jej imienia lub, być może, odmawiając nadania, reprezentuje wszystkie inne dziewczyny, które podążają jej ścieżką. Anonimowość umożliwia jej zastępowanie wszystkich innych. Figura mniejsza ustępuje chórowi. Cała krzywda i obietnica krnąbrnego spoczywa na niej ”. Fred Moten omawia również zdjęcie w eseju zatytułowanym„ Numer katalogowy 308 (The Black Apparatus Is a Little Girl) ”, który znajduje się w jego książce Black and Blur.
It won the 2019 National Book Critics Circle Award (Criticism).

## Prace
- Wayward Lives, Beautiful Experiments: Intimate Histories of Riotous Black Girls, Troublesome Women, and Queer Radicals (W. W. Norton & Company, 2019)

- Lose Your Mother: A Journey Along the Atlantic Slave Route (Farrar, Straus and Giroux, 2007)

- Scenes of Subjection: Terror, Slavery, and Self-Making in Nineteenth Century America (Oxford University Press, 1997)